# رخصة القيادة الأوروبية
رخصة القيادة الأوروبية هي رخصة قيادة تصدرها الدول الأعضاء في المنطقة الاقتصادية الأوروبية (EEA); جميع الدول الأعضاء في الاتحاد الأوروبي البالغ عددها 27 دولة وثلاث دول أعضاء في الرابطة الأوروبية للتجارة الحرة؛ أيسلندا وليختنشتاين والنرويج, والتي تمنح ميزات مشتركة لأنماط رخصة القيادة المختلفة المستخدمة سابقًا. إنها على شكل بطاقة ائتمان مع صورة. تم تقديمها لتحل محل 110 رخصة قيادة بلاستيكية وورقية مختلفة لـ 300 مليون سائق في المنطقة الاقتصادية الأوروبية. الهدف الرئيسي من الترخيص هو تقليل مخاطر الاحتيال.
رخصة القيادة الصادرة عن دولة عضو في المنطقة الاقتصادية الأوروبية معترف بها في جميع أنحاء المنطقة ويمكن استخدامها طالما كانت صالحة, وكان السائق كبيرًا بما يكفي لقيادة مركبة من الفئة المكافئة, ولم يتم تعليق الرخصة أو تقييدها ولم يتم إلغاؤها في البلد المصدر. إذا انتقل حامل رخصة قيادة من المنطقة الاقتصادية الأوروبية إلى دولة أخرى من دول المنطقة الاقتصادية الأوروبية, فيمكن استبدال الرخصة برخصة قيادة من دولة المنطقة الاقتصادية الأوروبية الجديدة. ومع ذلك, نظرًا لأن جميع رخص القيادة في المنطقة الاقتصادية الأوروبية معترف بها في جميع أنحاء المنطقة الاقتصادية الأوروبية, فليس من الضروري عادةً استبدالها قبل انتهاء صلاحيتها.
الاستثناء هو لأولئك الذين يحملون رخص القيادة التابعة للمنطقة الاقتصادية الأوروبية الصادرة مقابل رخصة قيادة من خارج المنطقة الاقتصادية الأوروبية. عند حمل رخصة محولة, لا ينبغي للمرء أن يفترض أن الرخصة معترف بها عند الانتقال إلى دولة أخرى في المنطقة الاقتصادية الأوروبية, الأمر الذي قد يتطلب تحويل رخصة القيادة مرة أخرى إلى رخصة صادرة عن تلك الدولة.

## تاريخ

### 1980–1996
تم اتخاذ الخطوة الأولى نحو الحصول على رخصة قيادة أوروبية في 4 ديسمبر 1980, عندما اعتمد مجلس الوزراء التوجيه رقم 80/1263/EEC للمجلس بشأن تقديم رخصة قيادة مجتمعية, والذي أنشأ نموذج رخصة وطنية مجتمعية ضمن الاعتراف المتبادل من قبل الدول الأعضاء بالرخص الوطنية. كما أسست ممارسة تبادل التراخيص بين حامليها الذين ينتقلون من دولة عضو إلى أخرى.

### 1996–2013
في 29 يوليو 1991, اعتمد مجلس الوزراء توجيه مجلس الاتحاد الأوروبي رقم 91/439/EEC بشأن رخص القيادة. تطلب التوجيه من الدول الأعضاء في الاتحاد الأوروبي اعتماد القوانين لتنفيذ التوجيه قبل الأول من يوليو/تموز 1994, والذي دخل حيز التنفيذ في الأول من يوليو/تموز 1996. وقد تم إلغاء التوجيه 80/1263/EEC في نفس التاريخ.
تم دمج التوجيه 91/439/EEC في اتفاقية المنطقة الاقتصادية الأوروبية من خلال قرار اللجنة المشتركة للمنطقة الاقتصادية الأوروبية رقم 7/94 المؤرخ 21 مارس 1994, ورخصة القيادة المحددة في الاتحاد الأوروبي والمنطقة الاقتصادية الأوروبية حتى إلغائها في 19 يناير 2013.

#### الأحكام
وقد قامت توجيهات مجلس الاتحاد الأوروبي رقم 91/439/EEC بتوحيد فئات رخص القيادة بين الدول الأعضاء وإنشاء نموذجين لرخص القيادة المجتمعية, أحدهما نسخة ورقية والآخر نسخة بطاقة بلاستيكية. كما أنشأ اختبارًا إلزاميًا للمعرفة (النظري) واختبارًا للمهارات والسلوك (العملي) والذي يجب اجتيازه بنجاح قبل منح الفرد رخصة القيادة. كما اشترطت على المتقدم استيفاء الحد الأدنى من معايير اللياقة البدنية والعقلية للقيادة. حددت التوجيهات الحد الأدنى للعمر لقيادة أنواع مختلفة من المركبات, وأنشأت الوصول التدريجي في الفئات أ, ج, و د, من المركبات الخفيفة إلى المركبات الأكبر أو الأكثر قوة. نصت التوجيه على ضرورة الإقامة العادية في الدولة العضو التي أصدرت الترخيص. 

#### التعديلات
وقد تم تعديل التوجيه بشكل كبير من خلال تسعة توجيهات وقانونين للانضمام. على سبيل المثال, تمت إضافة نسخة البطاقة البلاستيكية من نموذج الترخيص المجتمعي إلى التوجيه بموجب توجيه المجلس 96/47/EC المؤرخ 23 يوليو/تموز 1996.

### منذ عام 2013
في مارس 2006, اعتمد مجلس الوزراء التوجيه الذي اقترحته المفوضية الأوروبية لإنشاء رخصة قيادة أوروبية واحدة لتحل محل 110 نماذج مختلفة كانت موجودة في جميع أنحاء الاتحاد الأوروبي/المنطقة الاقتصادية الأوروبية في ذلك الوقت. وقد اعتمد البرلمان الأوروبي التوجيه في ديسمبر/كانون الأول 2006. نُشر التوجيه 2006/126/EC في الجريدة الرسمية للاتحاد الأوروبي في 30 ديسمبر 2006. دخلت أحكامها حيز التنفيذ في 19 يناير/كانون الثاني 2013; وتم في الوقت نفسه إلغاء التوجيه 91/439/EEC.

#### الأحكام
الترخيص عبارة عن وثيقة بلاستيكية واحدة على شكل بطاقة ائتمان, ومن الصعب جدًا تزويرها. الوثيقة قابلة للتجديد كل 10 أو 15 سنوات اعتمادًا على الدولة العضو. تتوفر لدى العديد من الدول الأعضاء إمكانية تضمين شريحة إلكترونية تحتوي على معلومات حول حامل البطاقة على البطاقة.
يتم إصدار بعض الفئات مثل C و D لمدة خمس سنوات فقط. بعد انتهاء الصلاحية, يلزم إجراء فحص طبي لتجديد الترخيص لمدة خمس سنوات أخرى.

### أهمية المنطقة الاقتصادية الأوروبية

المنطقة الاقتصادية الأوروبية (الأزرق والأخضر)

تشير أحكام التوجيه 2006/126/EC إلى أنها ذات صلة بالمنطقة الاقتصادية الأوروبية (EEA), مما يعني أن أحكامها تنطبق على جميع الدول الأعضاء السبع والعشرين في الاتحاد الأوروبي, بالإضافة إلى أيسلندا وليختنشتاين والنرويج, من خلال دمجها في اتفاقية المنطقة الاقتصادية الأوروبية.
تم دمج التوجيه في اتفاقية المنطقة الاقتصادية الأوروبية من خلال قرار اللجنة المشتركة للمنطقة الاقتصادية الأوروبية رقم 29/2008 بتاريخ 14 مارس 2008 بتعديل الملحق المادة الثالثة عشرة (النقل) لاتفاقية المنطقة الاقتصادية الأوروبية. وقد أدخل القرار بعض التعديلات على التوجيه, ومن أبرزها: أن العلامة المميزة التي تصدر الترخيص محاطة بشكل بيضاوي بدلاً من طباعتها على العلم الأوروبي, وأضيفت عبارة "رخصة القيادة" باللغتين الأيسلندية والنرويجية, وتم استبدال عبارة "نموذج المجتمعات الأوروبية" بعبارة "نموذج المنطقة الاقتصادية الأوروبية".

#### سويسرا
على الرغم من أن سويسرا دولة عضو في رابطة التجارة الحرة الأوروبية, إلا أنها ليست طرفًا متعاقدًا في المنطقة الاقتصادية الأوروبية اتفاق. ترتبط سويسرا بالاتحاد الأوروبي من خلال سلسلة من الاتفاقيات الثنائية, وقد اعتمدت بشكل عام الكثير من اتفاقيات الاتحاد الأوروبي المنسقة. التشريعات المتعلقة برخص القيادة. استخدمت سويسرا فئات مماثلة لتلك التي يستخدمها الاتحاد الأوروبي إن نظام فئات المركبات المعمول به في سويسرا منذ عام 2000 يشبه رخص القيادة السويسرية رخص بطاقات الائتمان في المنطقة الاقتصادية الأوروبية, وهي مماثلة لتلك المعمول بها في الدول الأوروبية الأخرى غير الأعضاء في الاتحاد الأوروبي/المنطقة الاقتصادية الأوروبية.

#### الجماعات والأقاليم الفرنسية في الخارج
وعلى نحو مماثل, فإن الجماعات والأقاليم الفرنسية في الخارج ليست جزءًا من المنطقة الاقتصادية الأوروبية على الرغم من كونها جزءًا من الجمهورية الفرنسية. ومع ذلك, باستثناء سان بيير وميكلون (التي تستخدم رخص القيادة الفرنسية "القياسية") وواليس وفوتونا (وهي آخر الأراضي الفرنسية المتبقية التي لا تزال تصدر تراخيص بحجم بطاقات الائتمان), اتبعت جميع الجماعات الفرنسية في الخارج معايير التناغم الخاصة بالاتحاد الأوروبي, بالإضافة إلى "نموذج المنطقة الاقتصادية الأوروبية". اعتبارًا من مايو 2024, أصبحت سانت مارتن هي المنطقة الفرنسية العضو الوحيدة في الاتحاد الأوروبي التي تستخدم تنسيقًا مختلفًا عن التنسيق الفرنسي "القياسي" الحالي.

#### تطبيق
وقد نص التوجيه على أنه (حينئذ) جميع الـ 31 يتعين على الدول الأعضاء في المنطقة الاقتصادية الأوروبية اعتماد القوانين لتنفيذ التوجيه في موعد أقصاه 19 يناير/كانون الثاني 2011. دخلت هذه القوانين حيز التنفيذ في جميع الدول الأعضاء في المنطقة الاقتصادية الأوروبية في 19 يناير/كانون الثاني 2013. ستصبح جميع التراخيص الصادرة قبل هذا التاريخ غير صالحة بحلول عام 2033.

#### خروج بريطانيا من الاتحاد الأوروبي
تم تطبيق التوجيه 2006/126/EC على المملكة المتحدة حتى انتهاء فترة الانتقال بعد انسحاب المملكة المتحدة من الاتحاد الأوروبي في 31 ديسمبر 2020, حيث استمر تطبيق قانون الاتحاد الأوروبي على المملكة المتحدة خلال هذه الفترة.
اعتبارًا من 1 يناير 2021, يتم الاعتراف بالرخص الأوروبية من قبل المملكة المتحدة إذا تم اجتياز اختبار القيادة في دولة من دول الاتحاد الأوروبي/المنطقة الاقتصادية الأوروبية, ويمكن استخدامها إذا كان حاملها زائرًا أو مقيمًا في المملكة المتحدة. يمكن أيضًا استبدالها برخصة قيادة بريطانية.
يمكن استخدام رخص القيادة البريطانية عند زيارة دول الاتحاد الأوروبي/المنطقة الاقتصادية الأوروبية مع بعض الاستثناءات. قد تكون هناك حاجة إلى رخصة قيادة دولية في بعض الحالات. اعتمادًا على الاتفاقية التي صادقت عليها الدولة المعنية, قد يكون من المطلوب التصديق على اتفاقية جنيف بشأن حركة المرور على الطرق ‏ لعام 1949 في بعض دول المنطقة الاقتصادية الأوروبية. واتفاقية فيينا بشأن حركة المرور على الطرق لعام 1968 في بلدان أخرى. ومع ذلك, لا يشترط أي من بلدان المنطقة الاقتصادية الأوروبية حاليًا الحصول على تصريح إقامة داخلي للزائرين المقيمين لمدة تقل عن 12 شهر.

### التغييرات المقترحة
في الأول من مارس 2023, أصدرت المفوضية الأوروبية اقتراحًا لتحديث الإطار القانوني المحيط بتدريب السائقين, والفحص, والرخص, وإنفاذ مخالفات القيادة عبر الحدود.
وفيما يتعلق برخص القيادة على وجه التحديد, تضمنت التدابير المقدمة ما يلي:
- إنشاء رخصة قيادة رقمية أوروبية صالحة في جميع أنحاء الاتحاد الأوروبي,
- رقمنة كافة إجراءات تجديد واستبدال وتبادل التراخيص,
- تخفيض السن الأدنى للحصول على رخصة قيادة السيارات والشاحنات إلى 17 عاماً.

سيتعين النظر في هذه المقترحات من خلال الإجراء التشريعي المعتاد للاتحاد الأوروبي قبل أن تدخل حيز التنفيذ.

## رخص القيادة الرقمية (المتنقلة)
في يوليو 2019, أصبحت النرويج أول دولة في الاتحاد الأوروبي/المنطقة الاقتصادية الأوروبية تصدر نسخة محمولة ‏ من رخصة القيادة الخاصة بها باستخدام تطبيق خاص على مستوى البلاد. وسبق ذلك تجربة محدودة في فنلندا خلال الفترة 2018-2020. ومنذ ذلك الحين, أصبحت رخص القيادة المتنقلة متاحة في النمسا والدنمارك وألمانيا واليونان وأيسلندا وبولندا والبرتغال وإسبانيا. تتمتع جميع رخص القيادة الرقمية/المحمولة هذه بتطبيقات خاصة ولا تكون صالحة خارج البلد المصدر لها. ومن المقرر أن يتغير هذا مع إدخال رخصة القيادة الرقمية ‏ الأوروبية الموحدة, وفقًا لـ "اقتراح مراجعة التوجيه بشأن رخص القيادة" الجديد في 1 مارس 2023, والذي من شأنه أن يلتزم بمعيار ISO 18013-5.

## تسمية حقول البيانات القياسية
لمساعدة مستخدمي اللغات المختلفة على فهم محتوى كل حقل من حقول البيانات الموجودة على الترخيص, يتم تمييز كل حقل برقم. يتم تحديد كل حقل في لغة الجهة المصدرة من خلال أسطورة موجودة على ظهر البطاقة.
1. اسم العائلة
2. أسماء أخرى[أ]
3. تاريخ الميلاد, مكان الميلاد[د][ج]
4. أ) تاريخ الإصدار, ب) تاريخ الانتهاء, ج) الجهة المصدرة, د) رقم مختلف عن الرقم الموجود تحت عنوان 5, لأغراض إدارية[ب]
5. رقم الرخصة (قابل للتحويل)[ج]
6. صورة حاملها
7. توقيع حامل البطاقة
8. العنوان (بعض دول الاتحاد الأوروبي)[ج]
9. فئات الترخيص
10. تاريخ الإصدار الأول للفئة (في جدول, مدرج حسب الفئة)
11. تاريخ انتهاء صلاحية الفئة (في جدول, مدرج حسب الفئة)
12. القيود (رقمية, في جدول, مدرجة لكل فئة, ومرة واحدة للمعلومات التي تنطبق على جميع الفئات)
13. مساحة مخصصة لإدخال المعلومات الضرورية لإدارة الترخيص من قبل الدولة العضو المضيفة
14. مساحة مخصصة لإدخال المعلومات الضرورية لإدارة الترخيص أو المتعلقة بالسلامة على الطرق (اختياري) من قبل الدولة العضو التي تصدر الترخيص.

تحتوي حقول "القيود" (الرقم 12) على رموز رقمية تُستخدم لنقل معلومات إضافية تتجاوز فئات الترخيص. الرموز من 01 إلى 99 صالحة على مستوى الاتحاد الأوروبي, في حين أن الرموز من 100 وما فوق هي رموز وطنية صالحة فقط للقيادة في البلد الذي أصدر الترخيص.
تستخدم العديد من البلدان الحقل 12 لتوسيع أو تقييد فئات الترخيص القياسية, على سبيل المثال وضع قيود إضافية على السائقين الشباب, أو توسيع الفئات لحاملي التراخيص القديمة كشكل من أشكال بند الجد ‏. أحد الإدخالات الشائعة في الحقل 13 هو 01.06, مما يشير إلى أنه يجب على السائق ارتداء النظارات أو العدسات اللاصقة.

#### ملحوظات
أمثل الأسماء المعطاة، قد تحدث اختلافات محلية. 
ب4(د) اختياري. في بعض الدول، يُدرج الرقم الشخصي. 
جهذا اختياري ولا يتم تنفيذه من قبل جميع البلدان 
دالنرويج والسويد: يتم عرض الواصلة (-) بدلاً من مكان الميلاد. 

## الفئات الوطنية في الدول الأعضاء في المنطقة الاقتصادية الأوروبية
هناك فئات وطنية أخرى للجرارات والدراجات النارية الكبيرة والقوارب ذات العجلات الآلية والدراجات ثلاثية العجلات ( السيارات الحديثة والفئة B1 أو س), والفئات العسكرية مثل قيادة الدبابات. الفئات الوطنية تعني أنها غير متجانسة ولا تكون صالحة إلا داخل البلد المصدر. يقدم الجدول أدناه أوصافًا عامة لا تتضمن تفاصيل كاملة للوائح.
| فئة             | وصف                                      | عمر الاستحواذ | صادر عن        | صالحة في                                                   | ملاحظات |
| Mopeds          | Mopeds                                   | Mopeds        | Mopeds         | Mopeds                                                     | Mopeds |
| --------------- | ---------------------------------------- | ------------- | -------------- | ---------------------------------------------------------- | --- |
| LK              | Small moped                              | 15            | الدنمارك       | الدنمارك                                                   | |
| زحافة الثلج     |                                          |               |                |                                                            | |
| S               | زحافة ثلجية                              | 16            | النرويج        | - النرويج - السويد                                         | |
| Motor vehicles  |                                          |               |                |                                                            | |
| BF17            | Begleitetes Fahren (accompanied driving) | 17            | المانيا        | - النمسا - المانيا                                         | BF17 licensed driver must be accompanied by B-licence holder age 30+ |
| L17             | L17-Lenkberechtigung                     | 17            | النمسا         | - النمسا - المانيا - الدنمارك - إنجلترا - Northern Ireland | |
| Buses           |                                          |               |                |                                                            | |
| T               | Trolleybus                               | 21            | ليثوانيا       | ليثوانيا                                                   | |
| TR              | Trolleybus                               | 20            | المجر          | المجر                                                      | |
| TROL            | Trolleybus                               |               | لاتفيا         | لاتفيا                                                     | |
| Tтб             | Trolleybus                               | 24            | بلغاريا        | بلغاريا                                                    | Tтб was phased out and incorporated into the D category in 2013. Trolleybus drivers are now required to possess a D licence and to complete additional training on a trolleybus. Entitlement to drive a trolleybus is specified on the driving licence by code 103. |
| Trams           |                                          |               |                |                                                            | |
| H               | Tram                                     | 21            | كرواتيا        | كرواتيا                                                    | |
| TRAM            | Tram                                     |               | لاتفيا         | لاتفيا                                                     | |
| Tтм             | Tram                                     | 24            | بلغاريا        | بلغاريا                                                    | |
| V               | Tram                                     | 20            | المجر          | المجر                                                      | |
| Tractors        |                                          |               |                |                                                            | |
| F               | Tractor                                  | 16            | النمسا         | النمسا                                                     | |
| F               | Tractor                                  | 16            | كرواتيا        | كرواتيا                                                    | With or without trailer; included in class B |
| F               | Tractor                                  | 16            | سلوفينيا       | سلوفينيا                                                   | |
| T               | Tractor                                  | 17            | جمهورية التشيك | جمهورية التشيك[بحاجة لمصدر]                                | |
| T               | Tractor                                  | 16            | المانيا        | المانيا[بحاجة لمصدر]                                       | |
| T               | Tractor                                  | 16            | المجر          | المجر                                                      | Maximum 2 trailers[بحاجة لمصدر] |
| T               | Tractor                                  | 16            | هولندا         | هولندا                                                     | Included in class B if acquired before 1 July 2015. Included in C.[بحاجة لمصدر] |
| T               | Tractor                                  | 16            | النرويج        | النرويج                                                    | Included in class BE[بحاجة لمصدر] |
| T               | Tractor                                  | 16            | بولندا         | بولندا                                                     | Included in class BE[بحاجة لمصدر] |
| T               | Tractor                                  | 15            | فنلندا         | فنلندا                                                     | Included in class A1, A2, A and B |
| TM              | Tractor                                  | 16            | الدنمارك       | الدنمارك                                                   | |
| Tкт             | Tractor                                  | 16            | بلغاريا        | بلغاريا                                                    | |
| K               | Two-wheel tractor                        | 16            | المجر          | المجر                                                      | |
| L               | Tractor not exceeding 40 km/h by design  | 16            | المانيا        | المانيا                                                    | With trailer: max. 25 km/h; included in class B |
| Heavy equipment |                                          |               |                |                                                            | |
| G               | Agricultural vehicles                    | 16            | بلجيكا         | بلجيكا                                                     | Included in B, B+E, C1, C1+E, C, C+E (only for agricultural vehicles with the same maximum authorised mass as the vehicles one has a licence for) |
| G               | Heavy equipment                          | 16            | كرواتيا        | كرواتيا                                                    | Included in class B |
| W               | Work Vehicle                             | 16            | Ireland        | Ireland                                                    | Includes land tractors with or without a trailer |

## نظرة عامة على رخص القيادة
| دولة العضو                            | الأمام                          | الخلف                           | الصلاحية | سلطة الإصدار                                             | أحدث إصدار     | رخصة قيادة متنقلة                                                                                              |
| ------------------------------------- | ------------------------------- | ------------------------------- | --- | -------------------------------------------------------- | -------------- | --- |
| النمسا                                |                                 |                                 | 15 سنة |                                                          | 11 فبراير 2014 | نعم |
| بلجيكا                                |                                 |                                 | 10 سنوات | Federal Public Service Mobility and Transport            | 27 Dec 2019    | |
| بلغاريا                               | Link to image                   | Link to image                   | - 5 years for categories C1, C, CE, D1, D1E, D, DE - 10 years for categories AM, A1, A2, A, B, B1 |                                                          | 19 Jan 2013    | |
| كرواتيا                               |                                 |                                 | - 5 years for categories C1, C1E, C, CE, D1, D1E, D, DE, H - 10 years for categories AM, A1, A2, A, B, BE, F, G |                                                          | 2023           | |
| Cyprus                                | Link to image                   | Link to Image                   | - 5 years for categories C, CΕ, D, DΕ, D1, D1Ε, H, Θ, Ζ - 15 years for categories A, A1, A2, B, B1, BE, C1, C1Ε, ΣT, ΙΒ |                                                          | 1 July 2013    | |
| جمهورية التشيك                        | Link to image                   |                                 | |                                                          | 19 Jan 2013    | |
| الدنمارك                              |                                 |                                 | 15 سنة |                                                          | 1 Sep 2017     | نعم، تطبيق خاص، تم إطلاقه في نوفمبر 2020                                                                       |
| Estonia                               | Link to image                   | Link to image                   | - 5 years for categories C, D - 10 years for other categories |                                                          | 19 Jan 2013    | |
| فنلندا                                |                                 |                                 | Depending on the licence category, valid for 2 to 15 years | Traficom                                                 | 1 April 2019   | Terminated trial, proprietary app, from 2018-2020.                                                             |
| Åland (فنلندا)                        | Link to image                   | Link to image                   | Depending on the licence category, valid for 2 to 15 years | Åland Provincial Government                              | 1 April 2019   | Terminated trial, proprietary app, from 2018-2020.                                                             |
| France                                | French driving license 2013.png | French driving license 2013.png | - 1–5 years (depending on age for the required medical checkup) for categories C1, C, C1E, CE, D1, D, D1E, DE and for some professional use of category A, B - 15 years for categories AM, A1, A2, A, B1, B, BE                                                                                                | Prefecture via the ANTS                                  | 1 July 2015    | |
| Collectivity of Saint Martin (France) | [ 33 ]                          |                                 | | Collectivity of Saint Martin                             | March 2015     | |
| المانيا                               |                                 |                                 | 15 سنة | Local driving license authority                          | 4 Jan 2021     | Yes, proprietary app, launched in 2022. Supplementary to the physical driver's license without legal validity. |
| Greece                                |                                 |                                 | For Category B and other non-professional categories: - 15 years up to age 65 - 3 years from age 65 up to age 80 - 2 years above age 80 For professional categories C1, C1E, C, CE, D1, D1E, D and DE (With medical checkup): - 5 years up to age 65 - 3 years from age 65 up to age 80 - 2 years above age 80 | Ministry of Infrastructure and Transport (Greece)        | 4 July 2023    | Yes, proprietary app launched in July 2023.                                                                    |
| المجر                                 | Link to image                   | Link to image                   | - 10 years until age 50 - 5 years at age 50 60 - 3 years at age 60 70 - 2 years above age 70 |                                                          | 19 Jan 2013    | |
| Iceland                               |                                 |                                 | - 3 years (first licence) - 15 years until age 70 - 4 years at age 70 - 3 years at age 71 - 2 years at age 72–79 - 1 year above age 80 | Sheriffs, on behalf of the Icelandic Transport Authority | 3 June 2013    | Yes, using proprietary.pkpass implementation, launched in July 2020.                                           |
| Ireland                               | Link to image                   | Link to image                   | 10 سنوات | Road Safety Authority                                    | 28 Feb 2017    | |
| Italy                                 |                                 |                                 | - Category AM, A1, A2, A, B1, B and BE driving licences are valid for ten years - 5 years : When issued or renewed for holders aged between 50 and 69 - 3 years : For holders aged over 70 | Ministry of Infrastructure and Transport                 | 19 Jan 2013    | Yes, proprietary app                                                                                           |
| لاتفيا                                | Link to image                   | Link to image                   | - 5 years for categories C1, C1E, D1, D1E, C, CE, D, DE - 10 years for other categories | Road Safety Directorate                                  | 2 Jan 2013     | |
| Liechtenstein                         | Link to image                   | Link to image                   | |                                                          | 1 April 2019   | |
| ليثوانيا                              | Link to image                   | Link to image                   | 10 سنوات |                                                          | 30 July 2021   | |
| Luxembourg                            |                                 | Link to image                   | |                                                          | 19 Jan 2013    | |
| Malta                                 | Link to image                   | Link to image                   | |                                                          | 19 Dec 2003    | |
| Netherlands                           | Link to image                   | Link to image                   | - 10 years until age 65 - Until age 75 if renewed between age 65–70 - 5 years at age 71 | RDW                                                      | 14 Nov 2014    | |
| النرويج                               |                                 |                                 | 15 سنة | Norwegian Public Roads Administration                    | 1 Sep 2018     | Yes, proprietary app, launched in October 2019.                                                                |
| بولندا                                |                                 |                                 | 15 سنة | Starosta or prezydent miasta (city mayor)                | 4 March 2019   | |
| Portugal                              | Link to image                   | Link to image                   | | Instituto da Mobilidade e dos Transportes (IMT)          | 2 Jan 2013     | |
| Romania                               |                                 |                                 | - 5 years for categories C1, C1E, C, CE, D1, D1E, D, DE, (Tb), (Tv), (Tr) - 10 years categories AM, A1, A, B, B1, B, BE |                                                          | 19 Jan 2013    | |
| سلوفاكيا                              | Link to image                   | Link to image                   | |                                                          | 15 Sep 2015    | |
| سلوفينيا                              | Link to image                   | Link to image                   | |                                                          | 19 Jan 2013    | |
| Spain                                 | Link to image                   | Link to image                   | - 10 سنوات حتى سن 65 - 5 سنوات لمن تزيد أعمارهم عن 65 عامًا | Directorate-General for Traffic                          | 19 Jan 2013    | |
| السويد                                | Link to image                   | Link to image                   | - 10 years - 5 years for C1, C1E, C, CE, D1, D1E, D, DE | Swedish Transport Agency                                 | 21 Jan 2016    | |